# キャリアデザインセンター
株式会社キャリアデザインセンター（英: Career Design Center Co., Ltd.）は、転職サイトの運営、人材紹介事業、新卒学生向け求人メディアの運営、新卒学生向けの人材紹介事業、IT関連の人材派遣を行う企業。リクルートでとらばーゆの初代編集長を務め、取締役まで昇進した多田弘實が1993年に創業。

## 事業内容
- キャリア転職の専門情報サイト『type』『女の転職type』などの運営
- 転職フェアの開催
- 人材紹介事業（厚生労働大臣許可　13-ユ-040429）
- 質の高い就職活動を情報誌、イベント、情報サイト、人材紹介で支援する『type就活』サービス
- IT業界に特化した人材派遣サービス『typeIT派遣』（厚生労働大臣許可　派13-315344）
- Webマガジン『エンジニアtype』『Woman type』『20’s type』の企画・編集・運営 など、企業の採用活動の総合的なサポート

## 沿革
- 1993年（平成05年）  設立
- 1994年（平成06年） 「type」創刊
- 1997年（平成09年） 「エンジニアtype」創刊
- 1998年（平成10年） 人材紹介サービス（type転職エージェント）の事業開始
- 2000年（平成12年） 転職情報サイト「@type」サービス開始
- 2001年（平成13年）「ワーキングウーマンtype」創刊
- 2004年（平成16年） 大阪証券取引所-ヘラクレスに上場
- 2005年（平成17年） 女性のための転職サイト「女の転職@type」スタート
- 2006年（平成18年） 東京証券取引所2部に上場
- 2007年（平成19年） 就職情報誌「就活type」発行
- 2011年（平成23年） Webマガジン「エンジニアtype」と「Woman type」創刊
- 2013年（平成25年） 7月31日 東京証券取引所1部へ指定替え。
- 2014年（平成26年） 1月 IT派遣事業部が分社化(株)キャリアデザインITパートナーズ設立
- 2014年（平成26年） 新卒紹介サービス「就活typeエージェント」本格稼動
- 2015年（平成27年） Webマガジン「営業type」創刊
- 2016年（平成28年）「typeメンバーズパーク」スタート
- 2017年（平成30年） 溜池山王に分室オフィスを増床
- 2018年（平成30年） 株式会社divと共同で女性向けプログラミング勉強会「女の転職type×TECH::CAMP」を開催
- 2019年（平成31年）「@type」を「type」、「女の転職＠type」を「女の転職type」に改称
- 2019年（令和元年）「営業type」を「20's type」に変更

## イメージキャラクター
- 松井秀喜（2006年 - ）
- 山崎育三郎（2016年12月 - ）
- 春日俊彰（2019年1月 - ）[1]
- 若林正恭 (2023年2月 -)